# Chuck Russell
Pour les articles homonymes, voir Russell.
Charles Russell est un producteur, réalisateur et scénariste américain, né le 6 août 1958 à Park Ridge, dans l'Illinois (États-Unis).

## Filmographie

### Réalisateur
- 1987 : Les Griffes du cauchemar (A Nightmare On Elm Street 3: Dream Warriors)
- 1988 : Le Blob (The Blob)
- 1994 : The Mask
- 1996 : L'Effaceur (Eraser)
- 2000 : L'Élue (Bless the Child)
- 2002 : Le Roi Scorpion (The Scorpion King)
- 2010 : Fringe (série télévisée) - saison 3, épisode 7
- 2016 : The Revenge (I Am Wrath)
- 2019 : Junglee
- 2022 : Paradise City
- 2024 : Witchboard

### Producteur
- 1979 : Cheerleaders' Wild Weekend
- 1981 : Hell Night
- 1982 : Tele Terror (The Seduction)
- 1984 : Dreamscape
- 1985 : School Girls (Girls Just Want to Have Fun)
- 1986 : À fond la fac (Back to School)
- 1994 : The Mask
- 1996 : L'Effaceur (Eraser)
- 1998 : Black Cat Run (TV)
- 2004 : Collatéral (Collateral) de Michael Mann
- 2024 : Witchboard

### Scénariste
- 1984 : Dreamscape
- 1987 : Les Griffes du cauchemar (A Nightmare On Elm Street 3: Dream Warriors)
- 1988 : Le Blob (The Blob)
- 2024 : Witchboard

### Acteur
- 1976 : Bobbie Jo and the Outlaw : Deputy
- 2005 : Junebug : Chuck at Replacements, Ltd.